# Sinsat
Sinsat ist eine Ortschaft und eine ehemalige französische Gemeinde mit 102 (Stand: 1. Januar 2022) im Département Ariège in der Region Okzitanien. Sie gehörte zum Arrondissement Foix und zum Kanton Haute-Ariège.
Mit Wirkung vom 1. Januar 2019 wurden die ehemaligen Gemeinden Sinsat und Aulos zur Commune nouvelle Aulos-Sinsat zusammengeschlossen und haben in der neuen Gemeinde der Status einer Commune déléguée. Der Verwaltungssitz befindet sich im Ort Sinsat.
Nachbarorte sind Ornolac-Ussat-les-Bains im Norden, Verdun im Osten, Aulos im Südosten, Larcat im Süden und Bouan im Westen.

## Bevölkerungsentwicklung
| Jahr      | 1962 | 1968 | 1975 | 1982 | 1990 | 1999 | 2008 | 2015 |
| --------- | ---- | ---- | ---- | ---- | ---- | ---- | ---- | ---- |
| Einwohner | 88   | 75   | 80   | 110  | 97   | 109  | 110  | 117  |